# Bernd Franke (Jurist)
Bernd Franke (* 11. Oktober 1975 in Köln) ist ein deutscher Jurist.

## Leben
Franke wuchs in der Eifel auf und absolvierte dort seine schulische Ausbildung. Nach dem Wehrdienst bei der Bundeswehr und einer Bankausbildung bei der Commerzbank studierte er Rechtswissenschaften an der Universität Trier. Von Dezember 2003 bis November 2006 war Franke Doktorand am Graduiertenkolleg der Universität Trier und Gastwissenschaftler am Department for Philosophy der Yale University. Er wurde mit einer Arbeit zum Thema Sklaverei und Unfreiheit im Naturrecht des 17. Jahrhunderts promoviert. Nach Abschluss des juristischen Referendardienstes, in dem Franke zeitgleich als Postdoc für Lloyd L. Weinreb an der Harvard Law School eingesetzt war, trat er 2008 als Jurist in die Kanzlei Franke & Partner ein und ist seit 2012 Partner.
Zeitgleich nahm Franke an mehreren NATO-Auslandseinsätzen der Bundeswehr im Kosovo teil und war u. a. während der Juli-Unruhen und des Zollkonflikts zwischen Serbien und Kosovo Adjutant und Redenschreiber des kommandierenden Generals der NATO im Kosovo (General Erhard Bühler) sowie 2013 stellvertretender Kabinettchef unter General Halbauer. Nach einer Tätigkeit als Fellow am Francois Xavier Bagnoud Center für Health and Human Rights der Harvard-Universität ist Franke seit Februar 2015 als EU-Diplomat tätig. Er setzt sich seitdem für den internationalen Schutz ethnischer Minderheiten wie Roma, Askhali und Ägypter ein.

## Leistungen im Kosovo
Während seiner Tätigkeit als Adjutant des kommandierenden Generals der NATO initiierte Franke gemeinsam mit General Bühler, dem kosovarischen Umweltminister Dardan Gashi, dem österreichischen Botschafterehepaar Roswitha und Johann Brieger sowie der Stiftung VierPfoten den Bärenpark Pristina. Der Park umfasst ein mehrere hundert Quadratmeter großes Eingewöhnungsgehege, über verschiedene Freigehege sowie über ein Besucherzentrum. Insgesamt erstreckt sich die Anlage über fünfzehn Hektar. Für seine Leistungen wurde Franke international beachtet und von den Streitkräften der Vereinigten Staaten mit der von Präsident Clinton initiierten Kosovo Campaign Medal ausgezeichnet.

## Auszeichnungen
- Einsatzmedaillen der Bundeswehr
- NATO-Medaillen
- Einsatzmedaille der Europäischen Union
- United States Kosovo Campaign Medal

## Schriften (Auswahl)
- Sklaverei und Unfreiheit im Naturrecht des 17. Jahrhunderts. Olms Verlag, Zurich, New York, Hillesheim 2009, ISBN 978-3487137193.
- (gemeinsam mit G. Dietlein) In den Kosovo abgeschoben – Keine Arbeit keine Perspektive, Neue Caritas, Freiburg i.Br., 19/2012, ISSN 1438-7832.
- Moderne Sklaverei, Neue Caritas, Freiburg i.Br., 21/2015, ISSN 1438-7832.
- The Struggles of Roma in Kosovo, Harvard University, June 19, 2015,[2]
- Smuggling Teens into the EU an Easy Path to Exploitation, University of Denver, May 25, 2017,[3]